# Saint-Martial-sur-Né
Saint-Martial-sur-Né – miejscowość i gmina we Francji, w regionie Nowa Akwitania, w departamencie Charente-Maritime.
Według danych na rok 1990 gminę zamieszkiwało 328 osób, a gęstość zaludnienia wynosiła 28 osób/km² (wśród 1467 gmin regionu Poitou-Charentes Saint-Martial-sur-Né plasuje się na 690. miejscu pod względem liczby ludności, natomiast pod względem powierzchni na miejscu 744.).